# 日内瓦 (愛荷華州)
日內瓦（英語：Geneva）是一個位於美國愛荷華州富蘭克林縣的城市。

## 地理
日內瓦的座標為42°40′33″N 93°07′53″W / 42.67583°N 93.13139°W，而該地的平均海拔高度為336米（即1102英尺）。

## 人口
根據2010年美國人口普查的數據，日內瓦的面積為1.09平方千米，當中陸地面積為1.09平方千米，而水域面積為0.00平方千米。當地共有人口165人，而人口密度為每平方千米151人。